# M (латиница)
M, m — тринадцатая прописная (M) и строчная (m) буква базового латинского алфавита, в большинстве языков называется «эм».
Выглядит так же, как буква М в кириллице. Происходит от греческой буквы мю (Μ).

## Употребление
- В римской системе счисления обозначает число тысяча (лат. mille).
- В литературе, например в словниках[1].
- В музыке M (m) означает:
  - в композициях для органа обозначает, что надо играть на мануали (сокращение слова manualiter)[2];
  - в фп-ных сочинениях является сокращением слова main или mano (рука), например m. d. = main droite, mano destra (правая), m. g., m. s. = main gauche, mano sinistra (левая рука)[2];
  - ) m. = mezzo, mf = mezzoforte, mp — mezzo piano, m. v. = mezza voce[2];
  - M. M. = Метроном Мельцеля[2].
- В физике — масса. М-теория. Также М-взаимная индуктивность трансформатора.
- В химии — одно из обозначений молярной массы.
- В математике — обозначение метра (строчная m).
- В экономике — равновесная цена.

| Название по-русски: эм. Код НАТО: Mike (/mɑik/, [майк]). Азбука Морзе: −− |                   |                                     |        |
| \| ● \| ● \| \| ○ \| ○ \| \| ● \| ○ \| Шрифт Брайля                       | Семафорная азбука | Флаги международного свода сигналов | Амслен |
| ●                                                                         | ●                 |                                     |        |
| ○                                                                         | ○                 |                                     |        |
| ●                                                                         | ○                 |                                     |        |